# Arvicanthis abyssinicus
Arvicanthis abyssinicus (Rüppell, 1842) è un roditore della famiglia dei Muridi endemico dell'Etiopia e dell'Eritrea.

## Descrizione

### Dimensioni
Roditore di piccole dimensioni, con la lunghezza della testa e del corpo tra 132 e 160 mm, la lunghezza della coda tra 101 e 142 mm, la lunghezza del piede tra 25 e 30 mm, la lunghezza delle orecchie tra 16 e 20 mm e un peso fino a 130 g.

### Aspetto
La pelliccia è ruvida ed arruffata. Le parti dorsali sono nere-brunastre, striate di ocra o color crema, con la base dei peli nera. In alcuni individui è presente una striscia dorsale nera che si estende dal collo alla base della coda. I peli intorno agli occhi e sulla punta del muso sono giallo-brunastri. Le parti ventrali sono ocra-grigiastre, con la base dei peli nero-grigiastra.. Le orecchie sono rotonde, marroni o rossicce e cosparse di corti peli fulvi. Sono presenti delle macchie chiare sotto e dietro ogni padiglione auricolare. Il dorso delle zampe è ocra-rossastro, con gli artigli chiari. La coda è più corta della testa e del corpo, cosparsa di pochi peli, bruno-nerastro sopra, grigio scuro sotto. Il cariotipo è 2n=62 FN=64-68.

## Biologia

### Comportamento
È una specie terricola e diurna.

### Riproduzione
Si riproduce generalmente a metà della stagione secca tra ottobre e dicembre. Le femmine danno alla luce 3-9 piccoli alla volta, i quali pesano alla nascita circa 4 g.

## Distribuzione e habitat
Questa specie è diffusa nell'Etiopia centrale e settentrionale.
Vive nelle distese erbose delle medio-alte altitudini ed anche nelle coltivazioni, in particolare di cereali, tra i 2.000 e 3.400 metri di altitudine. È commensale dell'uomo.

## Conservazione
La IUCN Red List, considerato il vasto areale, la tolleranza al degrado del proprio habitat e la popolazione numerosa, classifica A.abyssinicus come specie a rischio minimo (Least Concern).